# Пенделия
Пенде́лия (греч. Πεντέλεια) — горы в Греции, на полуострове Пелопоннес, на границе бывших номов Ахея и Коринфия. Высочайшая вершина — гора Дурдувана (Ντουρντουβάνα) высотой 2109 м над уровнем моря. Являются южным продолжением гор Ароания. На восточных склонах хребта берёт начало река Ладон.
От гор получил название древний укреплённый Пентелий (лат. Penteleium) близ Фенея в северной Аркадии. Пентелий и Феней захватил спартанский царь Клеомен III в ходе Клеоменовой войны.